# Tartous (gouvernement)
Tartous (Arabisch: طرطوس) is een gouvernement van Syrië met een bevolking van 750.000.

## Districten
- Ash-Shaykh Badr
- Baniyas
- Duraykish
- Safita
- Tartous

Al-Hasakah · Aleppo · Damascus · Deir ez-Zor · Dera · Hama · Homs · Idlib · Latakia · Quneitra · Raqqa · Rif Dimashq · As-Suwayda · Tartous